# Youyun (sockenhuvudort i Kina, Qinghai Sheng, lat 34,27, long 99,19)
Youyun (kinesiska: 优云, 优云乡, 中心站) är en sockenhuvudort i Kina. Den ligger i provinsen Qinghai, i den nordvästra delen av landet, omkring 350 kilometer sydväst om provinshuvudstaden Xining. Antalet invånare är 2 865. Befolkningen består av 1 371 kvinnor och 1 494 män. Barn under 15 år utgör 29,0 %, vuxna 15-64 år 64 %, och äldre över 65 år 5,0 %.
Runt Youyun är det mycket glesbefolkat, med 2 invånare per kvadratkilometer. Det finns inga andra samhällen i närheten. Trakten runt Youyun består i huvudsak av gräsmarker.